# Коронование Богоматери

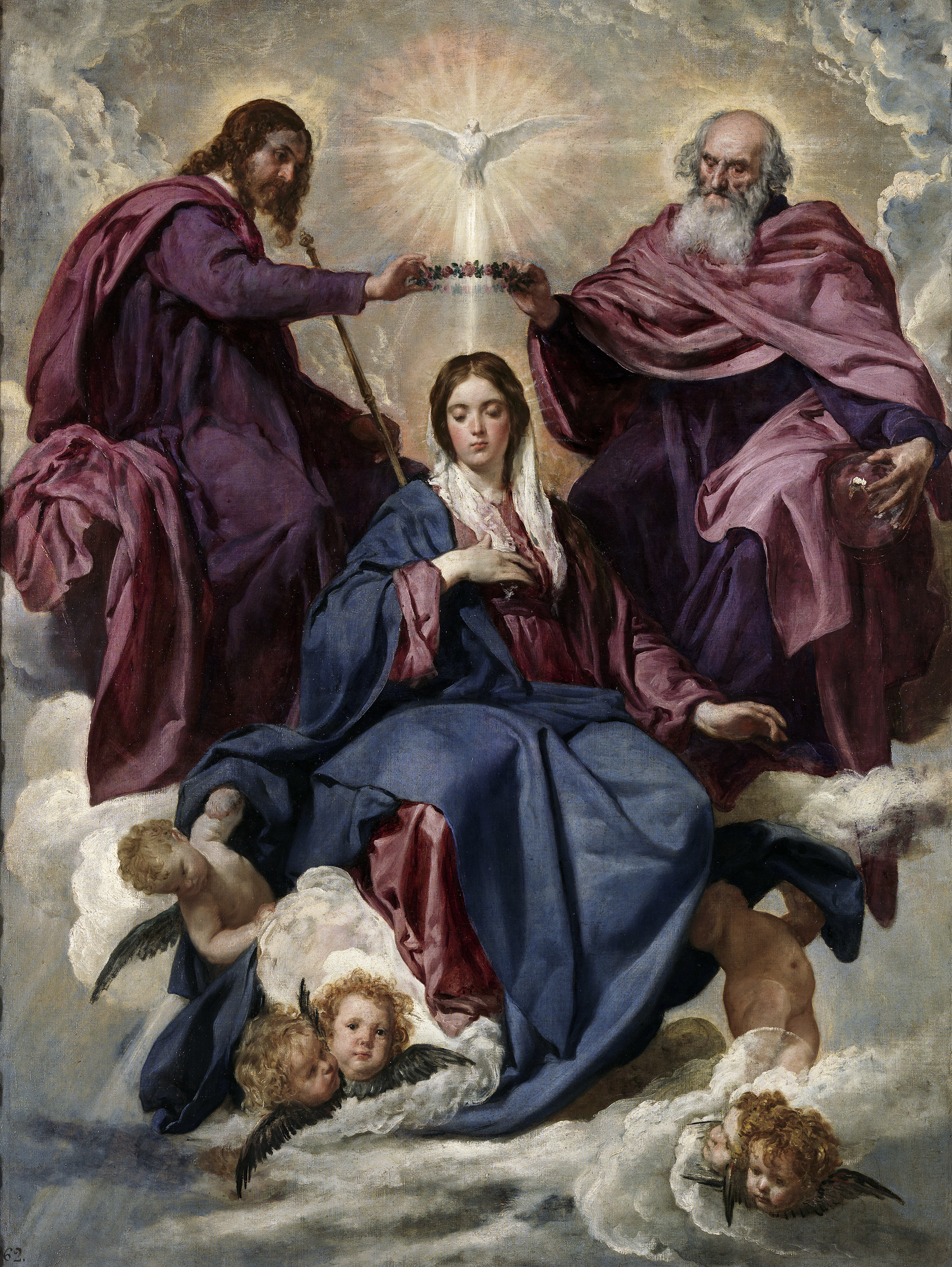
Д. Веласкес. Коронование Девы Марии Пресвятой Троицей. Ок. 1645. Холст, масло. Прадо, Мадрид

Коронование Девы Марии англ. Coronation of Virgin (Mary), нем.  Die Krönung Mariä (Marienkrönung), исп.  La Coronación de María (Virgen), итал. Incoranazione della Vergine (di Maria)) — распространённая тема в западноевропейской иконографии и сюжет католического искусства, составляющий заключительную, самую торжественную, радостную сцену из цикла «Жизни Девы Марии» согласно доктрине римско-католической церкви: коронование Девы Марии Царицей Небесной после Её Вознесения (Ассунта) на небеса.

## Употребления термина
В русском языке существуют различные варианты употребления термина: Коронование Богородицы, Коронование Царицей Небесной,  (преимущественно в православии), Коронование девы Марии, Коронование Марии, Коронование Святой Девы (по католическому обряду). Не верно, но употребимо: Коронация девы Марии, Коронация Марии (коронация — светский термин). Не корректно: Коронация Богородицы (Богоматери). Редко: Коронование (коронация) Мадонны, Приснодевы.
Изображения Вознесения Девы Марии в искусстве, как правило, подразделяется на четыре эпизода:
1. Успение (в католичестве «Смерть Девы Марии») — Богоматерь изображается на смертном одре, в окружении апостолов — свидетелей Её кончины
2. Погребение (изображается редко)
3. собственно Вознесение, или Ассунта (итал. Assunta — Вознесённая); вариант: «Взятие Пресвятой Девы Марии в небесную славу»
4. Коронование вознесённой Девы Иисусом Христом или Богом-Отцом (Пресвятой Троицей) на небесах, которое произошло сразу после Вознесения

Коронование Девы Марии отмечается католической церковью 22 августа. В православии отмечается только праздник Успения Богородицы.
Ты есть слава Иерусалима, честь нашего народа. Ты есть Королева небес и, королева Ангелов. Твоё имя будет благословенно вечно. (Хорватская молитва на «Коронование Богородицы на Царицу Неба и Земли»).

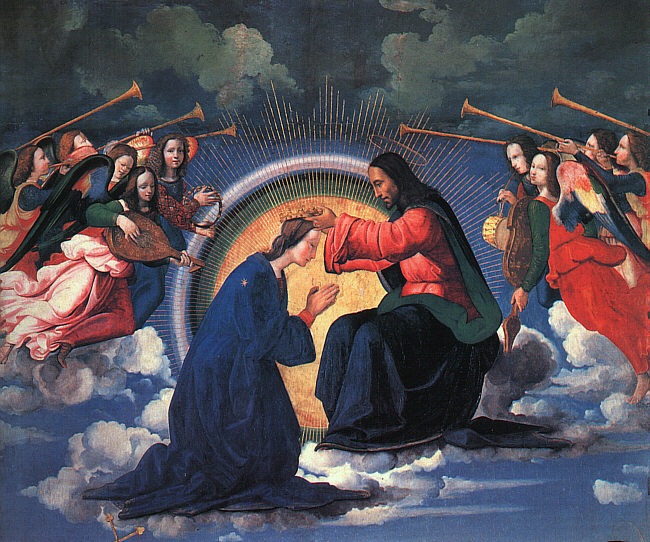
«Коронование девы Марии» (деталь), Ридольфо Гирландайо: Марию коронует Бог-Сын. 1504

Благословенная матерь Божия после своей кончины и Вознесения, разумеется, была достойна принять «царство благолепия и венец доброты от руки Господней» и стать одесную Бога в славе царской, как о том говорили пророки. Именно после коронации Мария может называться Царицей Небесной. Теперь на небесах Богоматерь предстоит по правую руку от Бога и Сына Своего, ходатайствуя пред ним за грешников.

«Избрание Её для воплощения Сына Божия совершилось от всех лиц Святой Троицы — от Отца, Сына и Святого Духа. И венчание Её на царство совершилось от всех лиц Святой Троицы: Бог Отец венчал Её как Свою Дщерь, Бог Сын венчал Её как Свою Матерь, Святой Дух венчал Её как Свою Невесту»
(православная молитва)

### Возникновение и источники
Никакой из католических догматов и ни единая строка в Священном Писании не говорят ничего о том, что Мария после вознесения на небеса была коронована. Тем не менее, несмотря на отсутствие подкрепления утверждёнными церковью догматами, эта тема в религиозном искусстве была очень популярна.
Эта традиция известна с XII века, причём своим возникновением она даже не обязана «Золотой легенде» — она либо развилась из текста, приписываемого епископу Melito of Sardis, либо из пламенных писаний, описывающих телесное вознесение Богоматери на небо, в особенности «De gloria martyrum» Григория Турского (VI в.) и наставления, ошибочно приписываемого Святому Иерониму (Псевдо-Иероним). В последнем Мария входит в рай как царица во славе, и небесное воинство ведет её к трону. Изначально этот образ опирается на Псалтырь 44:10—15 («…стала царица одесную Тебя в Офирском золоте…») и Песнь Песней 4:8, которые истолковываются как «приди, избранная, к моему трону» (Veni electa mea…in thronum meum), а также на видении Иоанна Богослова: «…явилось на небе великое знамение: жена, облечённая в солнце; под ногами её луна, и на главе её венец из двенадцати звёзд» (Откр. 12:1), которая истолковывается как Богоматерь, ставшая царицей. Песнь Песней как детальную аллегорию, в которой невеста отождествлялась с Девой Марией, истолковал Бернард Клервоский. Предтечей коронованию Богородицы послужил и следующий эпизод из жизни Соломона: после смерти Давида царем Израиля становится Соломон, и Вирсавия, мать Соломона, приходит к нему и просит у него покровительства. «Царь встал перед нею, и поклонился ей, и сел на престоле своем. Поставили престол и для матери царя, и она села по правую руку его» (3Цар. 2:19).
«Золотая легенда» популяризировала сюжет своей пространной главой, посвященной Вознесению Девы Марии и её блистательному входу в Царство Небесное. Некоторые фрагменты из этого описания были дословно скопированы из Псевдо-Иеронима. Эта популярнейшая книга Средневековья снабдила художников огромным количеством деталей и атрибутов, которые они с успехом стали использовать при работе над данным сюжетом.
В этот день обрели Небеса Благословенную Деву, возрадовались ангелы, торжествовали архангелы, Престолы пели и Господства музицировали, Начала сплетались голосами, а Силы играли на арфах, херувимы с серафимами, подхватывая гимны и восхваления, вознесли Её с благодарностями и прославлениями к трону божественного и высшего Владыки. (Иаков Ворагинский, «Золотая легенда»)

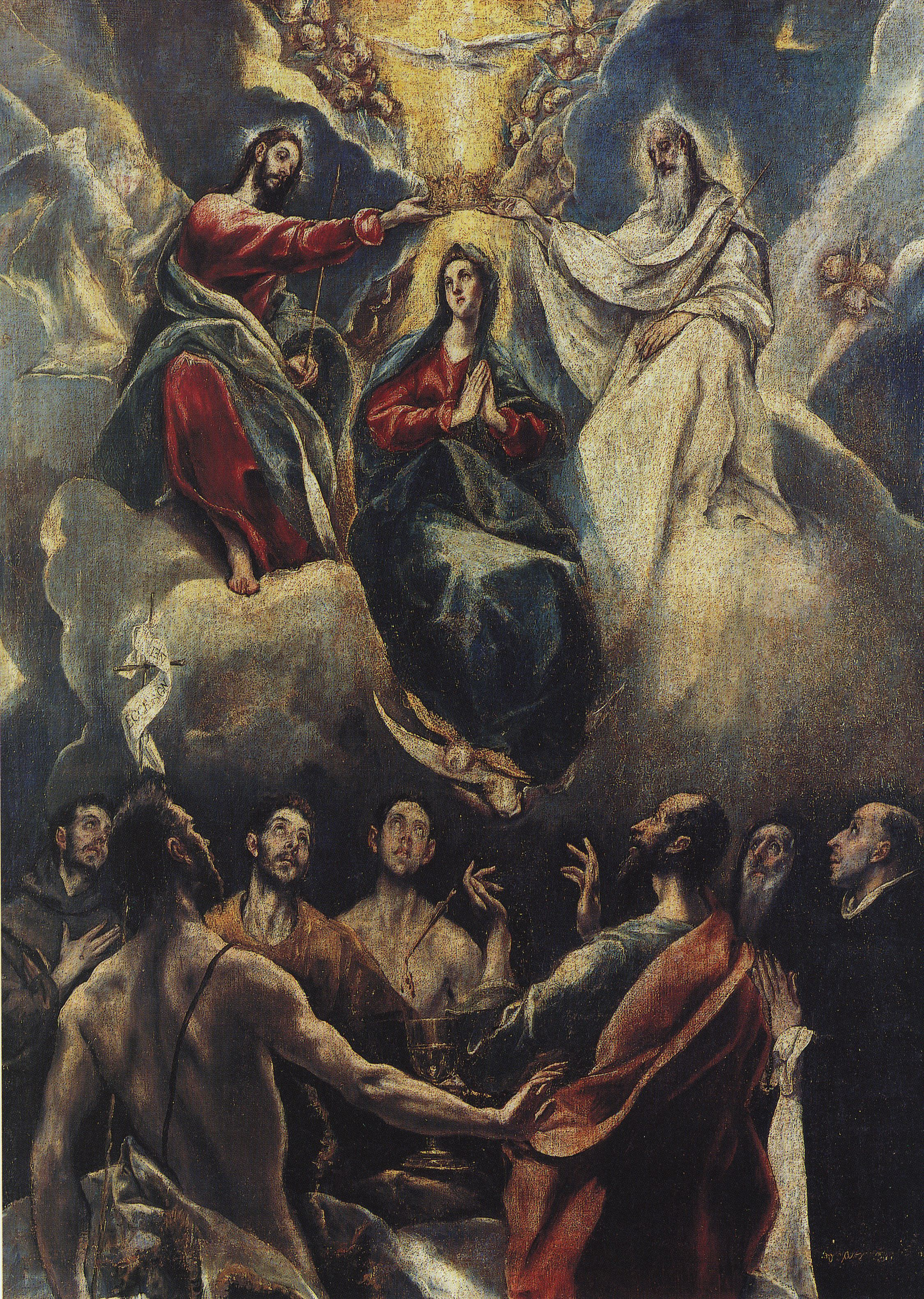
Эль Греко. Коронование девы Марии. 1591. Толедо
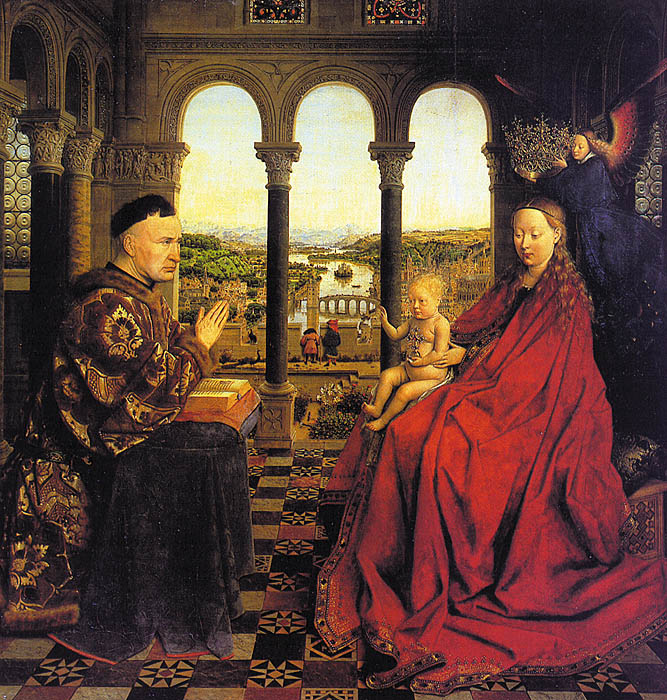
Ян ван Эйк.Мадонна канцлера Роллена. Ок. 1434. Лувр, Париж
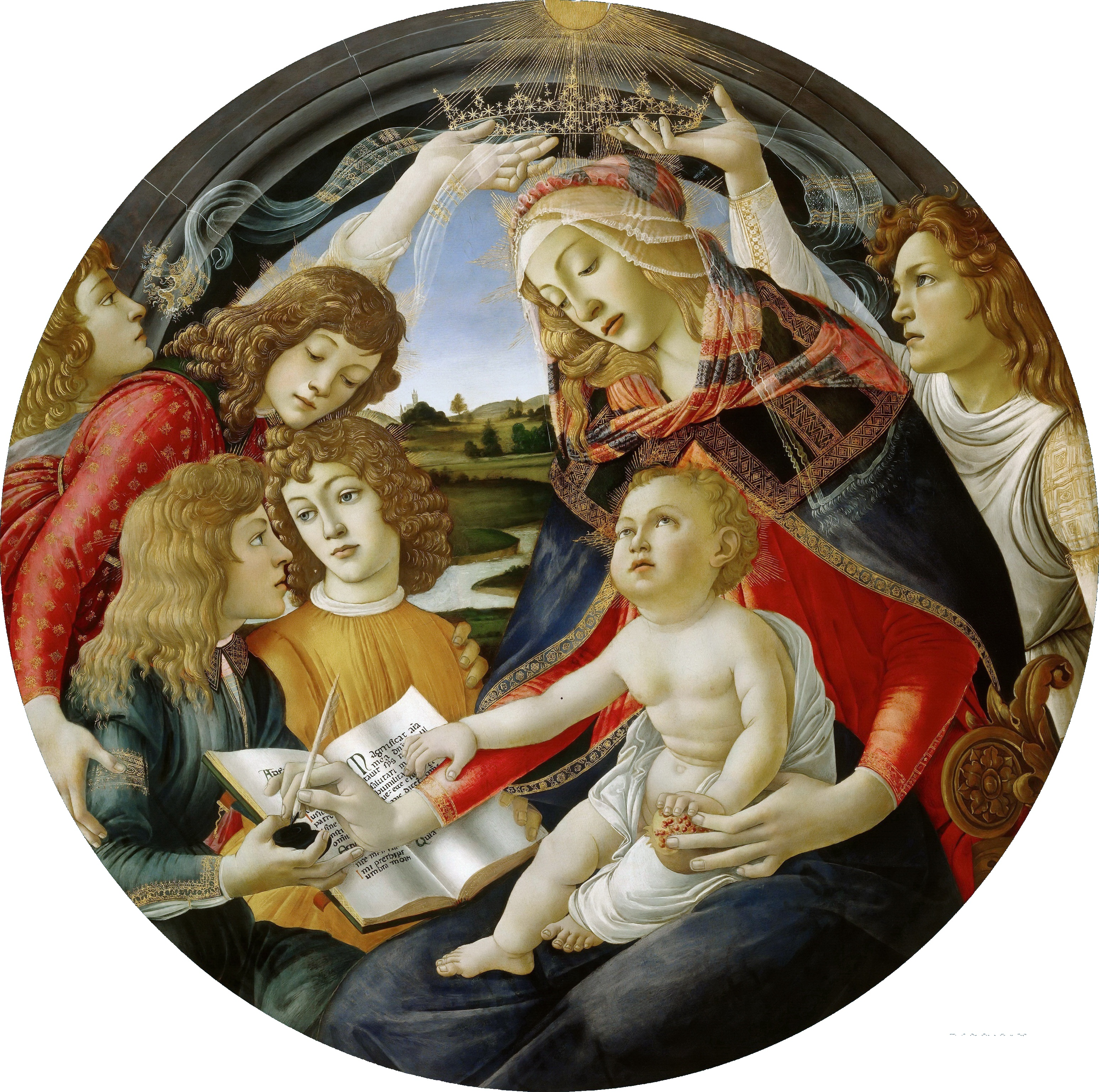
Боттичелли, Мадонна Маньификат. 1480—81. Уффици, Флоренция
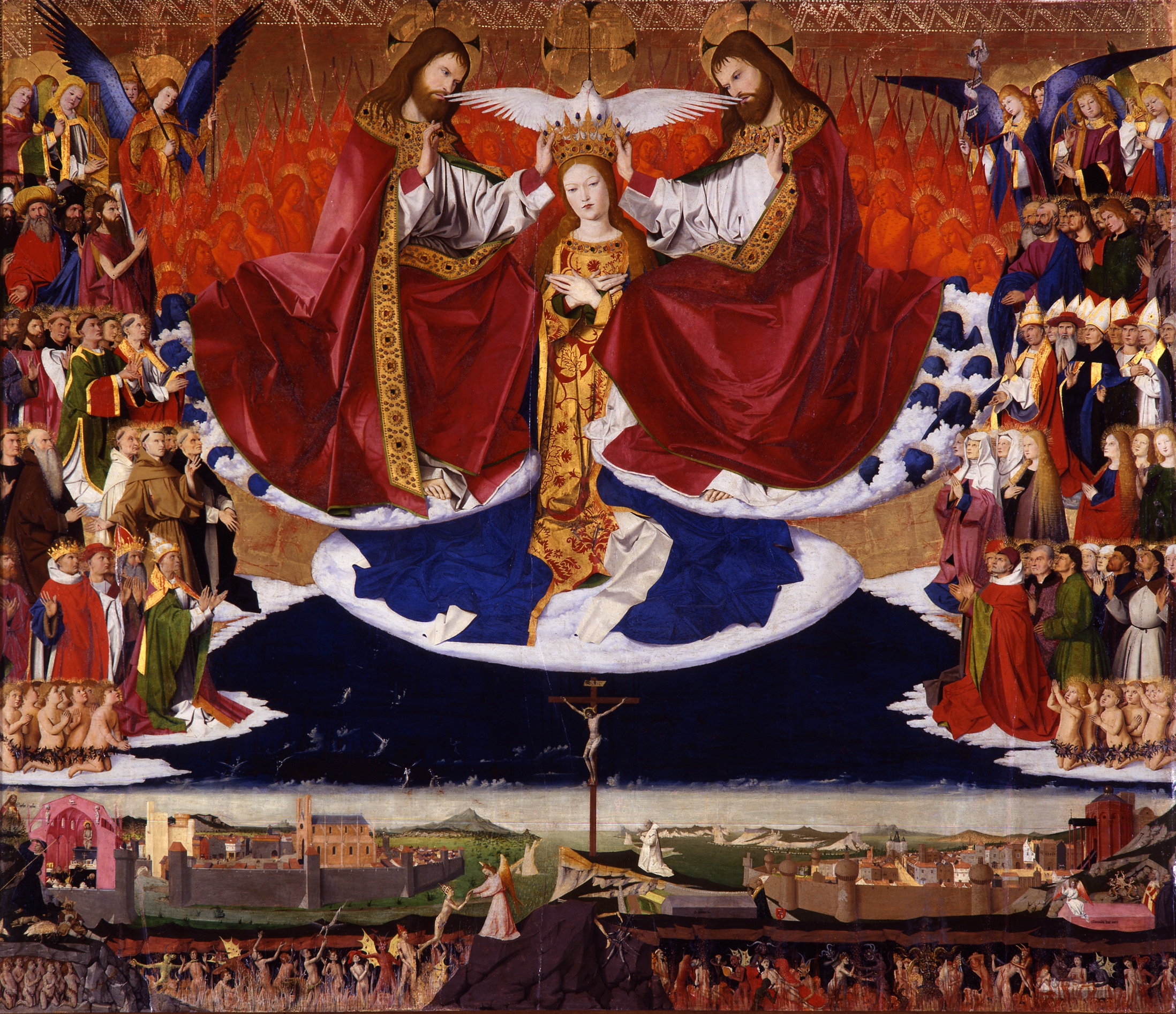
Ангерран Картон, Коронование девы Марии. 1454, Авиньон
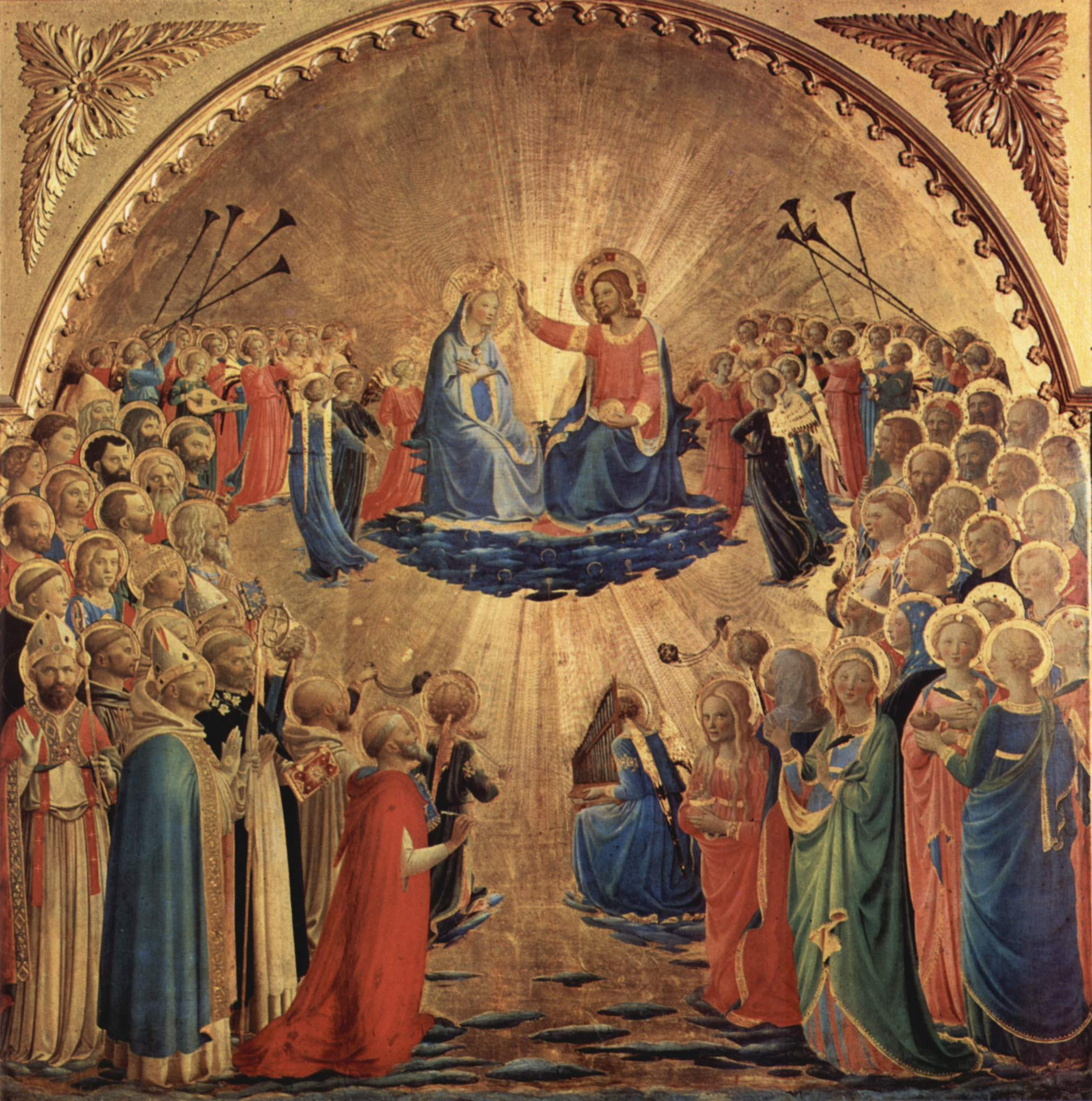
Фра Беато Анджелико, Коронование девы Марии. 1434—1435, Уффици, Флоренция
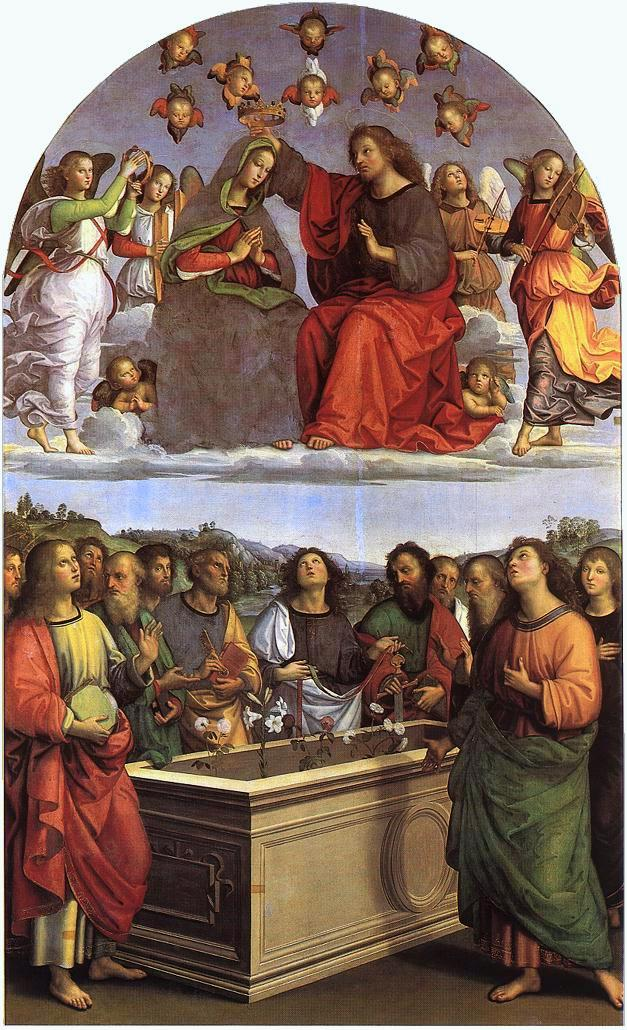
Рафаэль Санти. Алтарь Одди. 1502—1504. Холст, темпера (переведена с дерева). Ватиканская пинакотека
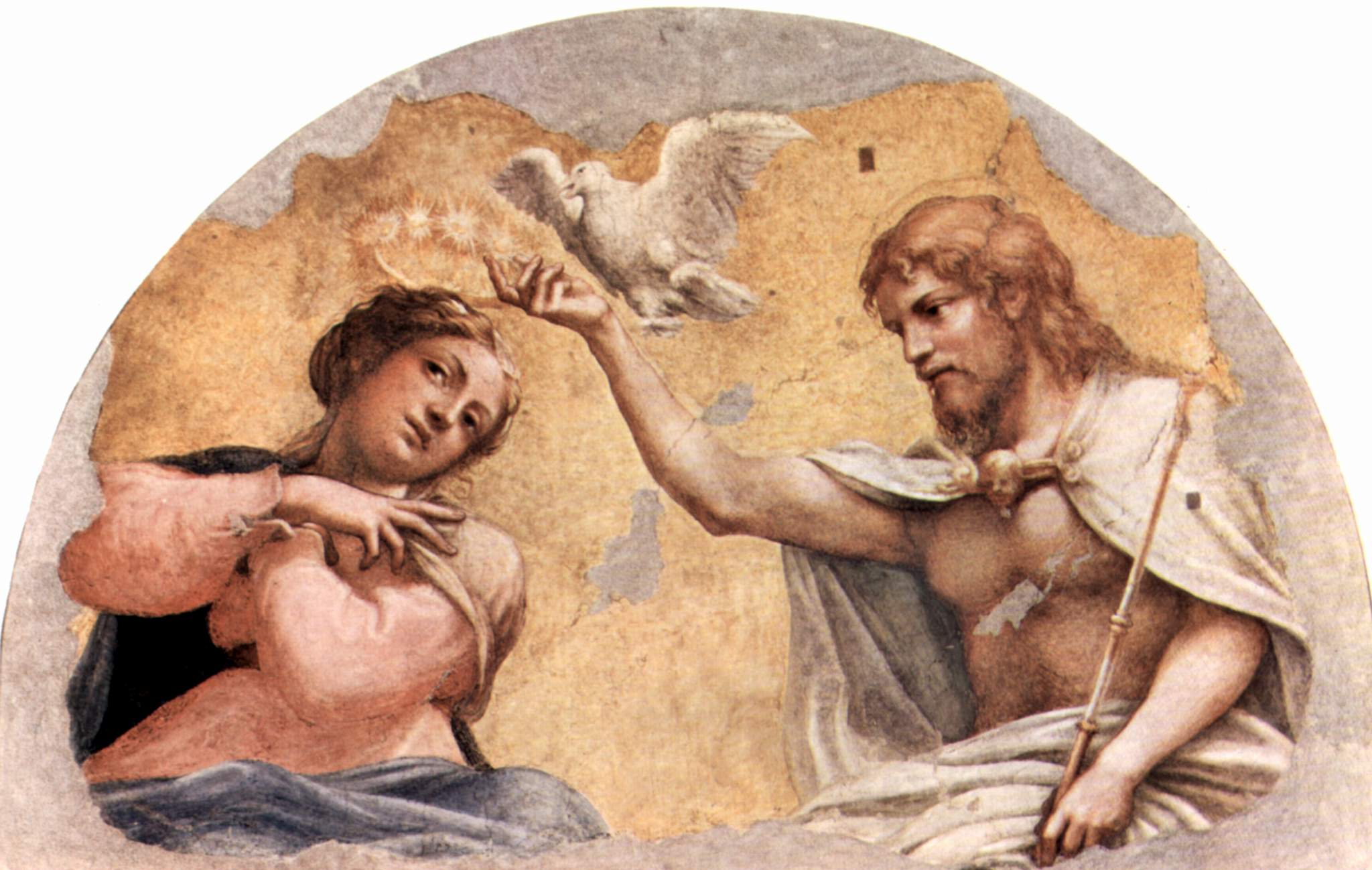
Корреджо. Коронование девы Марии», 1520—1521. Парма
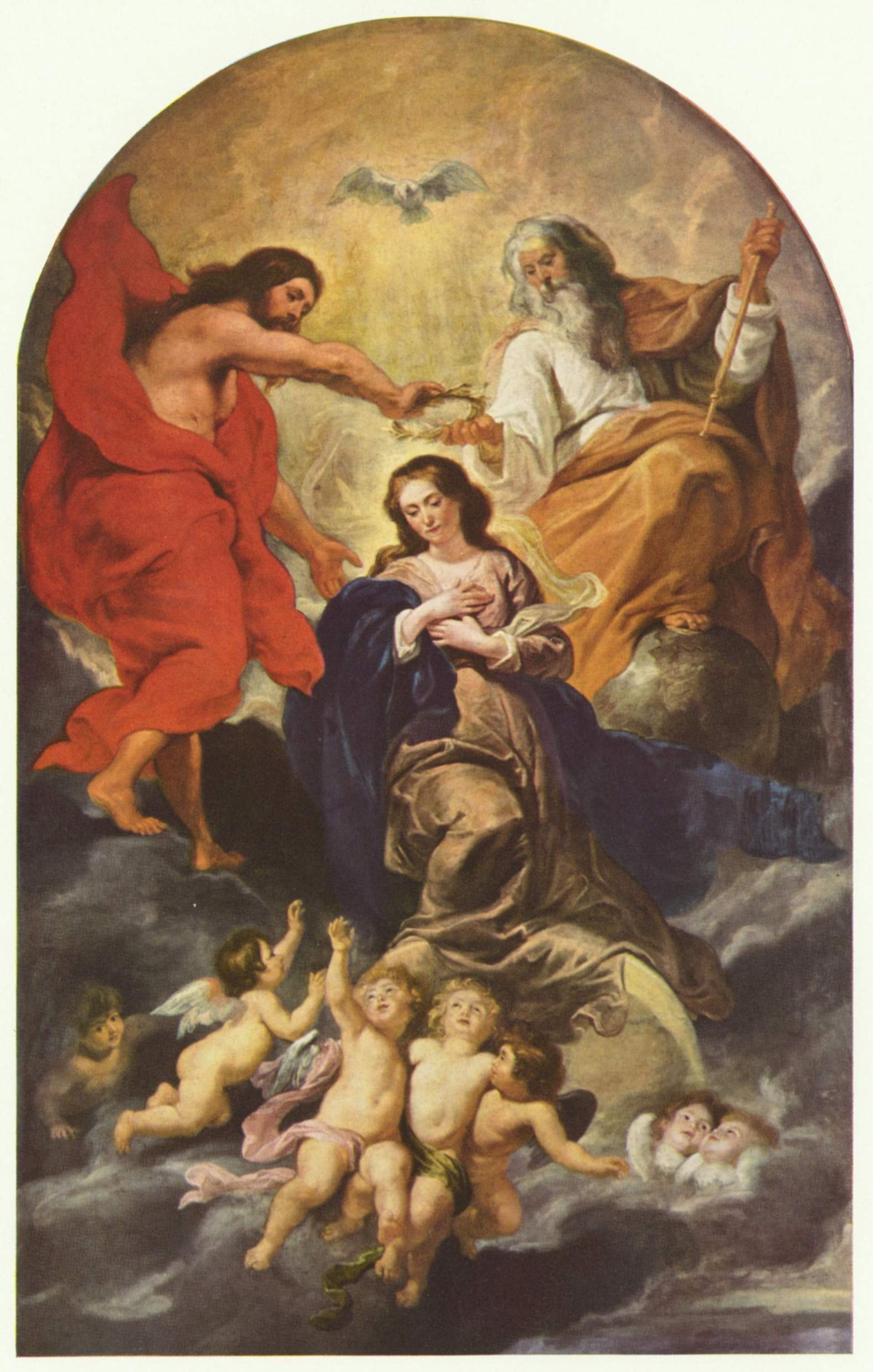
Рубенс. Коронование девы Марии. 2-я пол. XVII в. Брюссель
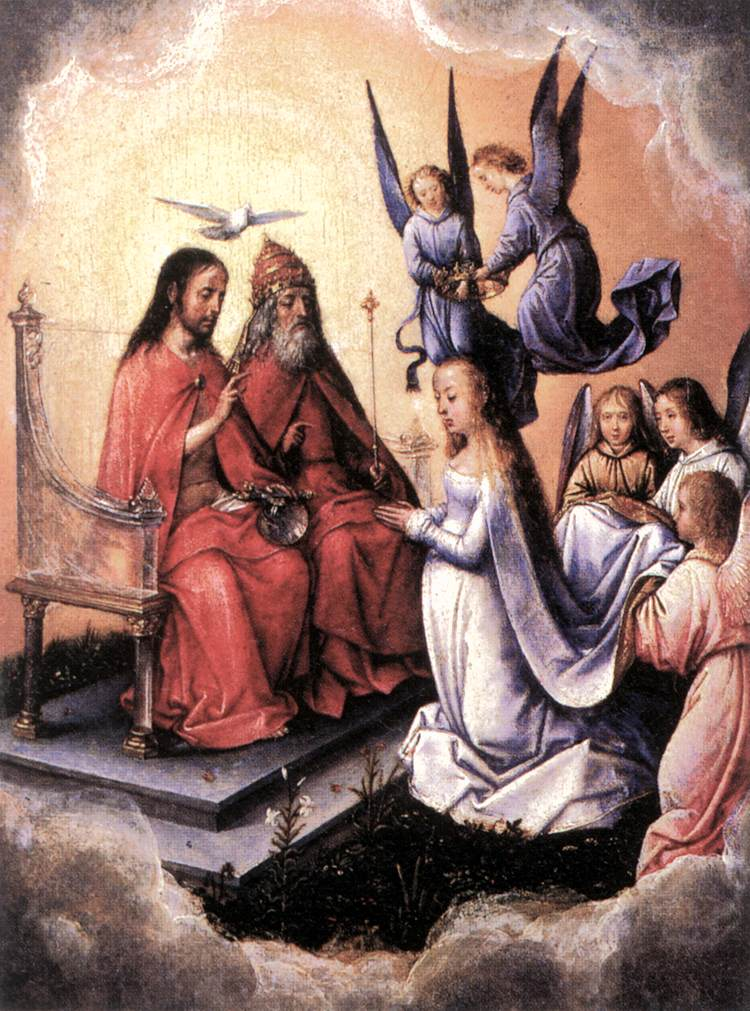
Михель Ситтов. Коронование девы Марии. 1496—1504. Лувр, Париж

### Иконография
Главная особенность этого иконографического типа, в отличие от других изображений Девы Марии в образе Царицы Небесной, состоит в том, что корона на Её голову ещё не надета, её держит кто-то другой.
Может быть несколько вариантов расположения фигур:
1. Иисус и Мария восседают на тронах друг против друга, Марию венчает сам Иисус Христос.
2. Мария находится между Отцом и Сыном, которые совместно увенчивают Её короной. Вверху — голубь. Таким образом Деву Марию венчает Святая Троица.
3. Мария преклоняет колени перед Богом-Отцом, сложив руки на груди в жесте сердечной молитвы. Марию венчает Бог-Отец.
4. Над головой Девы корону держат ангелы

Два ангела по сторонам — обозначение присутствия небесных легионов. Часто встречается изображение музицирующих ангелов; инструменты — символ музыки небесных сфер. Иногда можно увидеть изображение сферы, на которую опирается Бог-Отец — это символ Вселенной. Под ногами Марии — полумесяц, согласно строкам Иоанна Богослова. А цветы служат для обозначения чудного аромата, возникшего в момент смерти Богоматери. Несмотря на то, что согласно апостолам, Мария скончалась в возрасте шестидесяти лет, Её изображают в образе Юной Девы, богато одетой, в соответствии с Её будущей ролью Царицы Небесной (Regina Coeli). В руках Иисус может держать книгу со строками: «Veni, electa mea, et ponam te in thronum meum» (Приди, избранная…).
Сцену Коронования художники часто совмещают с сюжетом Смерти Марии (отличным от православного Успения; тогда картина имеет две зоны, земную и небесную), и с темой Вознесения Мадонны (Ассунты). Изображение может сопровождаться как предстоящими апостолами — свидетелями последних минут жизни Марии, так и просто избранными святыми — патриархами, Отцами Церкви, мучениками, и даже донаторами (коленопреклоненными). Такое количество свидетелей приближает подобную композицию к типу Святого Собеседования. Для искусства эпохи Контрреформации характерно вытеснение этой темы иконографией Непорочного зачатия.

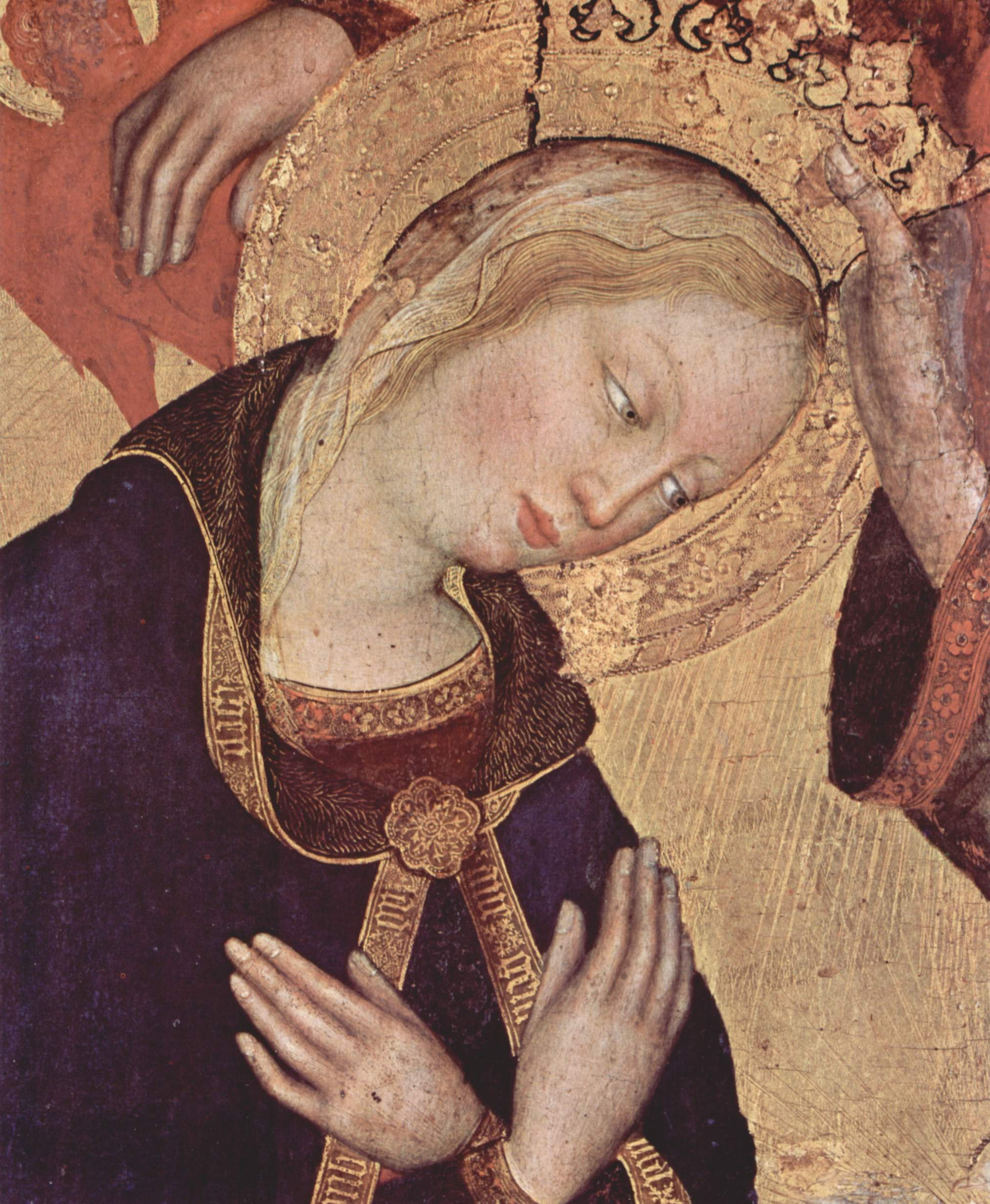
Деталь алтарного образа Джентиле да Фабриано

### В искусстве
Самое раннее известное произведение искусства данной иконографии (первого типа) — скульптура в верхнем регистре тимпана портала Собора в Санлисе (ок. 1170), в нижнем регистре которого изображены «Смерть и Вознесение Мадонны». Эта композиция повторяется почти полностью в тимпане Шартрского собора (1194—1260), напрашиваясь на сравнение с мозаикой «Maria Ecclesia» в римской церкви Санта-Мария-ин-Трастевере. Правда, строго говоря, эти два тимпана ещё нельзя назвать изображениями «Коронования Богоматери», поскольку Мария на них представлена уже в короне. Зато тимпан собора Нотр-Дам де Пари уже отвечает этому требованию: ангел, спускаясь с небес, увенчивает Мадонну венцом. Та же композиция появляется в изделиях резьбы по слоновой кости этого же времени.
Наконец, в XIII веке мы находим фреску в Англии (Black Bourton), где заметно приближение к классическому типу: Бог-Сын приподнимает свою правую руку, чтобы короновать мать. Подобная иконография «лицом к лицу» была подхвачена многочисленными мастерами XIV и XV веков, часто с фланкирующими фигурами ангелов по сторонам. С распространением текста «Золотой легенды» изобразительные композиции на эту тему становятся всё более популярным. Растущую популярность этой темы в искусстве эпохи Возрождения исследователи связывают с развитием самосознания и восприятием личности, индивидуальности, свойственным этому периоду, что выражалось в моде на «триумфальность», «славословие», «чествование личности» применительно ко многим сюжетам.
Произведения на данный сюжет создавали многие западноевропейские мастера, включая Джентиле да Фабриано, Лоренцо Монако, Джотто, фра Беато Анджелико (несколько вариантов), Боттичелли (неск. вар.), Мемлинг, Дюрер, Гирландайо, Джованни Беллини, Эль Греко (неск.вар.), Филиппино Липпи, фра Филиппо Липпи, Рафаэль, Веласкес, Гвидо Рени, Аннибале Карраччи и так далее. Особенно известна картина Диего Веласкеса, выполненная им по просьбе королевы Изабеллы Бурбонской для её личных покоев.

#### Православные иконы

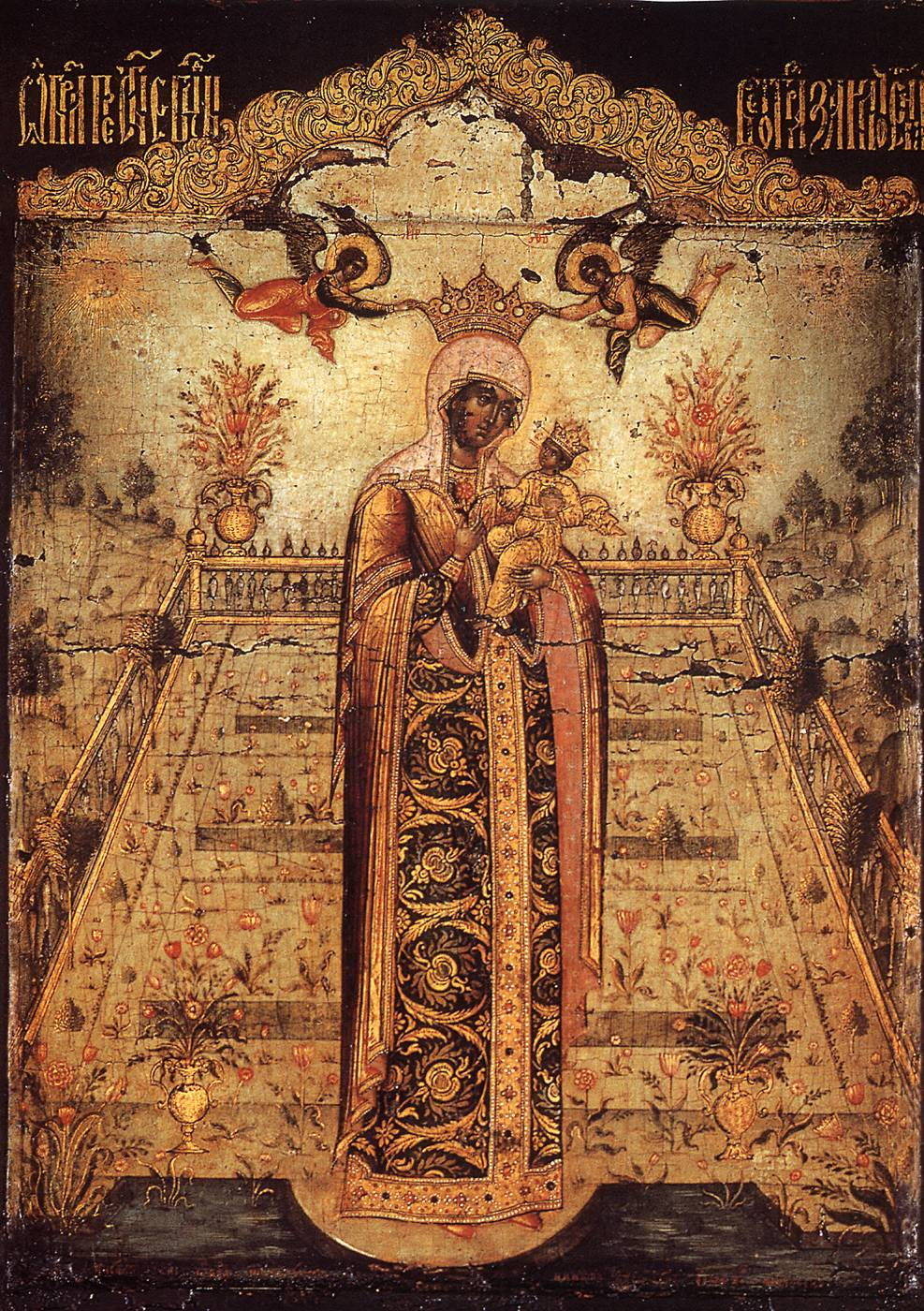
Никита Павловец, «Вертоград заключенный», ок.1670, ГТГ. Мария коронуется ангелами

Иконография Коронования Богоматери встречается и в православии от Балкан до России.

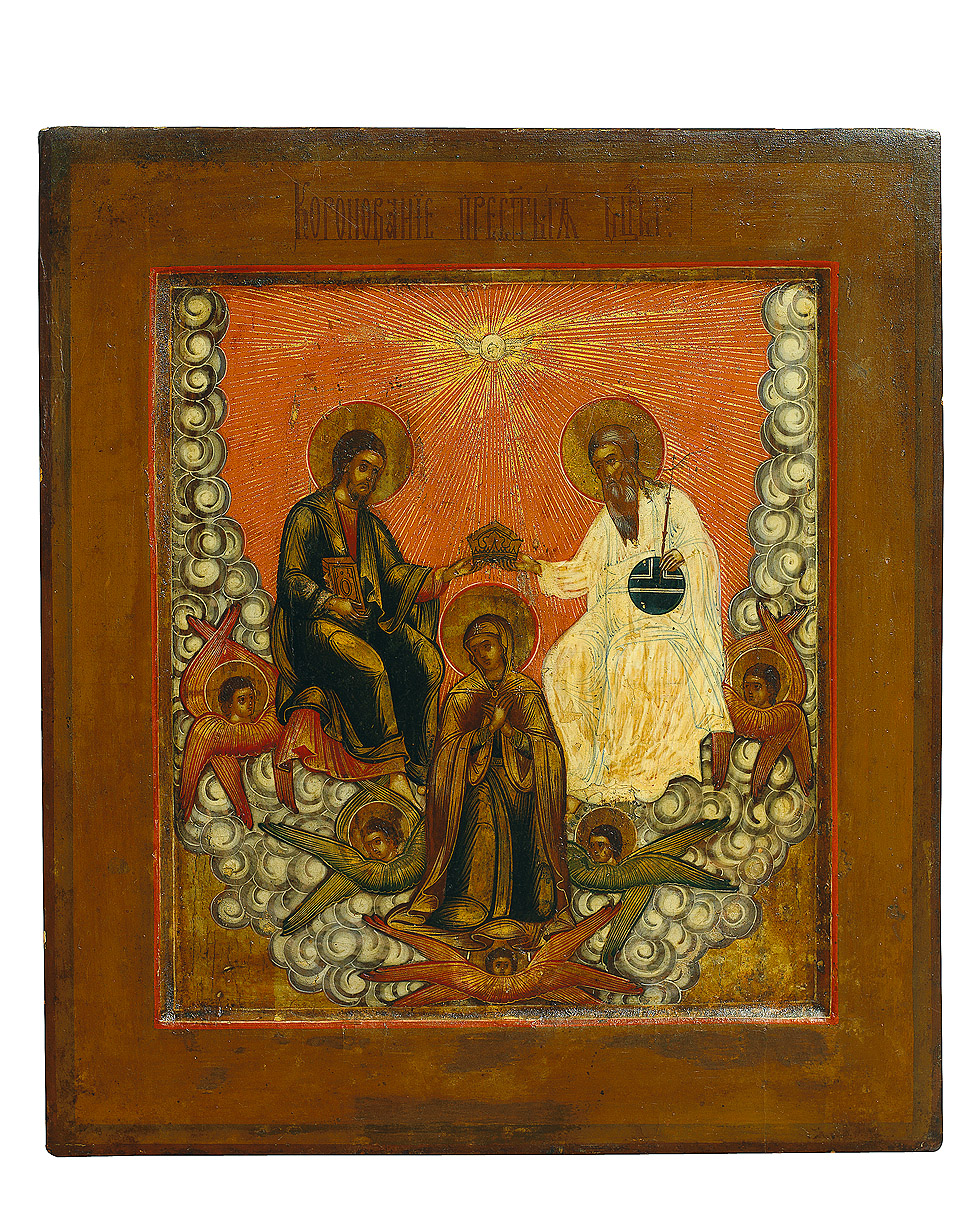
Коронование Богородицы, Русский север, около 1860

В русской иконописи композиция появилась в конце XVII в., под влиянием, как считается, привозных гравюр. Ареал наибольшего распространения — Украина в XVIII-нач. XIX вв. Одним из ранних примеров можно считать «Коронование» в среднике иконы «Успение Богоматери» 1694 г. Кирилла Уланова из церкви Покрова в Филях. В более позднее время выделяется уже как отдельный сюжет, подобно католическому варианту. Вначале сюжет «Коронования» вызывал в России своим сходством с западным догматическое неудовольствие. Однако, поскольку он отвечал тексту 44-го псалма «…Предста царица одесную тебе…», иллюстрированного иконой (см. Предста Царица), почитавшейся на Руси минимум с XIV в., и впрямую не проводил католический догмат, бытование подобной иконы всё-таки оказалось возможным. Вариант с коронованием Марии ангелами послужил почвой для развития независимого типа православной иконы, называемый «Вертоград заключенный»
Как отмечают исследователи, в Российской империи широкое распространение мотив коронования Царицей Небесной получил в годы «бабьего царства» XVIII в., в особенности, в эпоху правления Екатерины II — причём подчас даже вытесняя изображение Вседержителя с главного купола.